# Bryoerythrophyllum fuscinervium
Bryoerythrophyllum fuscinervium là một loài Rêu trong họ Pottiaceae. Loài này được (Mitt.) R.H. Zander mô tả khoa học đầu tiên năm 1993.